# Hammar-Experiment
Das Hammar-Experiment war ein von Gustaf Wilhelm Hammar (1935) durchgeführtes physikalisches Experiment, das eine etwaige Mitführung des Lichtäthers (eines hypothetischen Mediums für die Ausbreitung des Lichtes) überprüfen sollte. Es erbrachte ein negatives Resultat, das heißt, es konnte keine Äthermitführung festgestellt werden, und ist in Übereinstimmung mit den Vorhersagen der Relativitätstheorie. Für weitere Experimente siehe auch Tests der speziellen Relativitätstheorie.

## Überblick

Lodges Experiment zur Äthermitführung mit rotierenden Scheiben.

Im 19. Jahrhundert wurde angenommen, dass Licht sich in einem Medium ausbreitet, dem Äther, so wie Schall sich in Luft ausbreitet. Die Relativbewegung zwischen Materie und Äther wurde als Ätherwind bezeichnet und sollte experimentell nachweisbar sein. Doch durch das Michelson-Morley-Experiment und seiner Wiederholungen, sowie durch andere Experimente, konnte gezeigt werden, dass dieser Ätherwind nicht existiert. Das war ein wichtiger Schritt in der Entwicklung der speziellen Relativitätstheorie. Ein möglicher Ausweg für die Äthertheorie war die Hypothese, dass der Äther von Körpern vollständig mitgeführt wird. Doch konnte diese Hypothese durch die Experimente von Oliver Lodge (1893–1897) nicht bestätigt werden, der die Ausbreitung von Licht zwischen rotierende Scheiben beobachtete und keine Beeinflussung feststellte.
In den 1920ern wiederholte Dayton Miller das Michelson-Morley-Experiment in größeren Höhen und erhielt ein scheinbar positives Resultat, mit einer Ätherwindgeschwindigkeit von rund 10 km/s. Dies würde der speziellen Relativitätstheorie widersprechen. Doch wurden diese Messungen umgehend durch weitere Messungen anderer Forscher widerlegt, die selbst in großen Höhen keinen positiven Effekt reproduzieren konnten. Miller meinte jedoch, dass die anderen Experimentalanordnungen stärker abgeschirmt waren und somit ein größerer Äthermitnahmeeffekt auftrat, der die negativen Resultate verursacht habe. Obwohl Millers Ergebnisse durch diese negativen Ergebnisse der anderen Experimentatoren nicht mehr glaubhaft waren, führte Hammer (1935) trotzdem ein Interferometer-Experiment durch, mit dem Millers Annahme einer zusätzlichen Mitführung aufgrund der Abschirmung getestet werden sollte, und das genauer als die älteren Experimente von Lodge war.

## Experimentanordnung und Resultat
Mittels eines halbversilberten Spiegels A wurde ein Strahl von weißem Licht in zwei Halbstrahlen geteilt. Ein Halbstrahl wurde in transversale Richtung in eine Röhre gelenkt, die von massiven Bleiblöcken umgeben war. Dort wurde der Strahl von Spiegel D reflektiert und in die longitudinale Richtung zu Spiegel C am anderen Ende der Röhre gesendet. Von dort wurde er in transversale Richtung aus der Röhre zu Spiegel B, und von dort wiederum in longitudinale Richtung zurück zu Spiegel A gesendet. Der zweite Halbstrahl durchquerte dieselbe Strecke in entgegengesetzter Richtung. Danach wurden beide Strahlen zur Interferenz gebracht. Wird der Äther im ummantelten Arm stärker mitgeführt, ergibt sich eine unterschiedliche Laufzeit für die entgegengesetzten Strahlen gemäß der Gleichungen:
{\displaystyle t_{1}={\frac {AB}{c+v}}+{\frac {BC+DA}{\sqrt {c^{2}-v^{2}}}}+{\frac {CD}{c-v+\Delta v}}}
{\displaystyle t_{2}={\frac {AB}{c-v}}+{\frac {BC+DA}{\sqrt {c^{2}-v^{2}}}}+{\frac {CD}{c+v-\Delta v}}}
wo {\displaystyle \Delta v} die Geschwindigkeit des mitgeführten Äthers ist. Dies ergibt eine Zeitdifferenz von:
{\displaystyle \Delta t\simeq {\frac {2l\Delta v}{c^{2}}}}
Das Resultat war jedoch negativ, d. h., es wurde keine Streifenverschiebung beobachtet, wobei sich aufgrund der Messgenauigkeit eine obere Grenze für die Mitnahmegeschwindigkeit von {\displaystyle \Delta v<0{,}074} km/s ergab. Dies widerlegt die Annahme, dass der Äther von Körpern an der Erdoberfläche mitgeführt wird, und bestätigt die Vorhersage der speziellen Relativitätstheorie.

## Allgemeines zur Äthermitführung
Es gibt unterschiedliche Vorstellungen betreffs Äthermitführung, die jeweils von speziellen Experimenten widerlegt wurden:
- Keine oder teilweise Mitführung durch alle Körper: Widerlegt durch das Michelson-Morley-Experiment und Wiederholungen.
- Vollständige Mitführung in oder in der Nähe aller Körper: Widerlegt durch die Aberration des Lichtes, den Sagnac-Effekt, Lodges' Experimente und das Hammar-Experiment.
- Vollständige Mitführung nur durch große Massen wie der Erde oder anderer Himmelskörper: Widerlegt durch die Aberration des Lichts und den Sagnac-Effekt aufgrund der Erdrotation (gemessen mit GPS oder dem Michelson-Gale-Pearson-Experiment).